# Porsche Cayenne

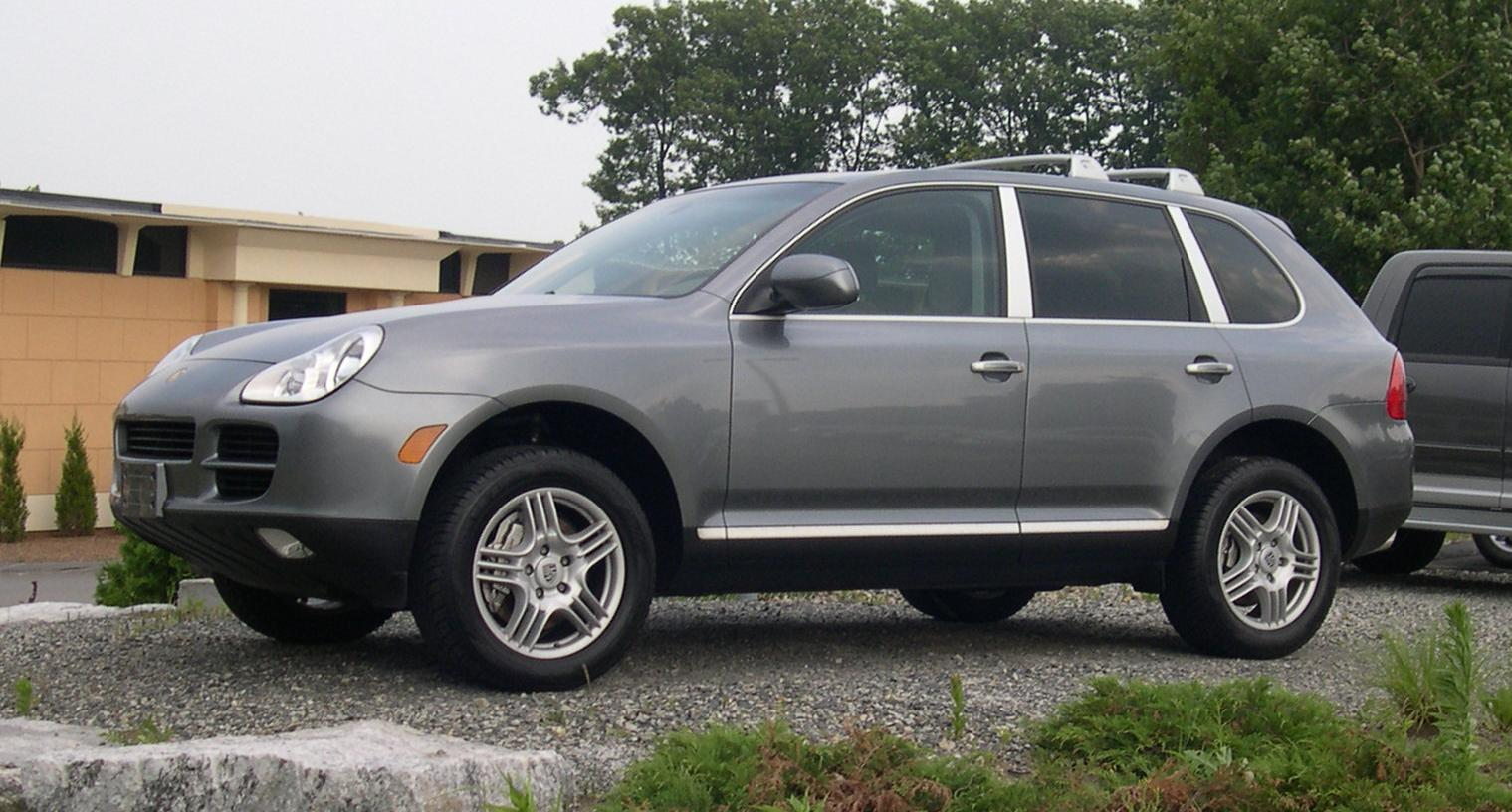
Porsche Cayenne

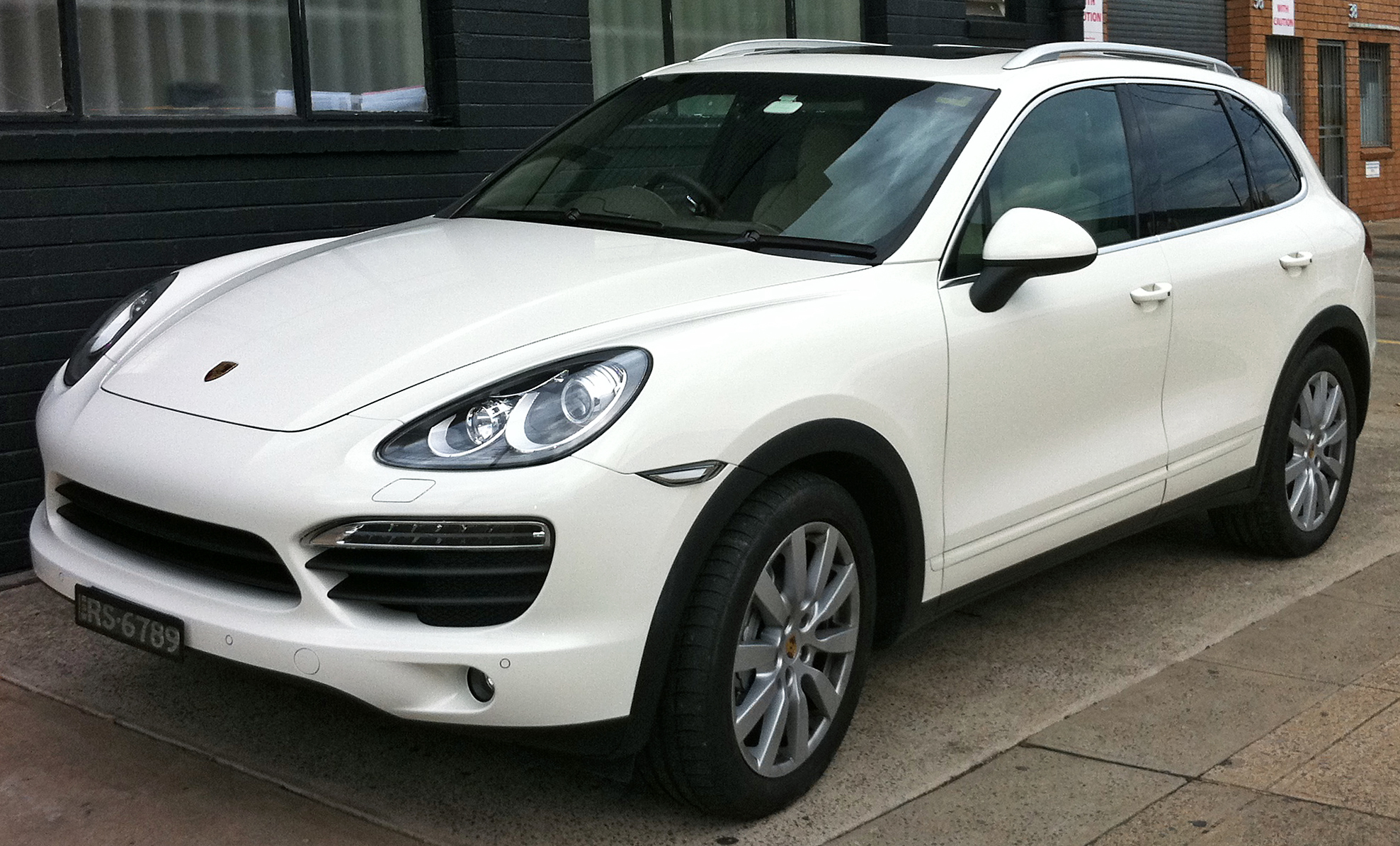
Porsche Cayenne, tweede generatie

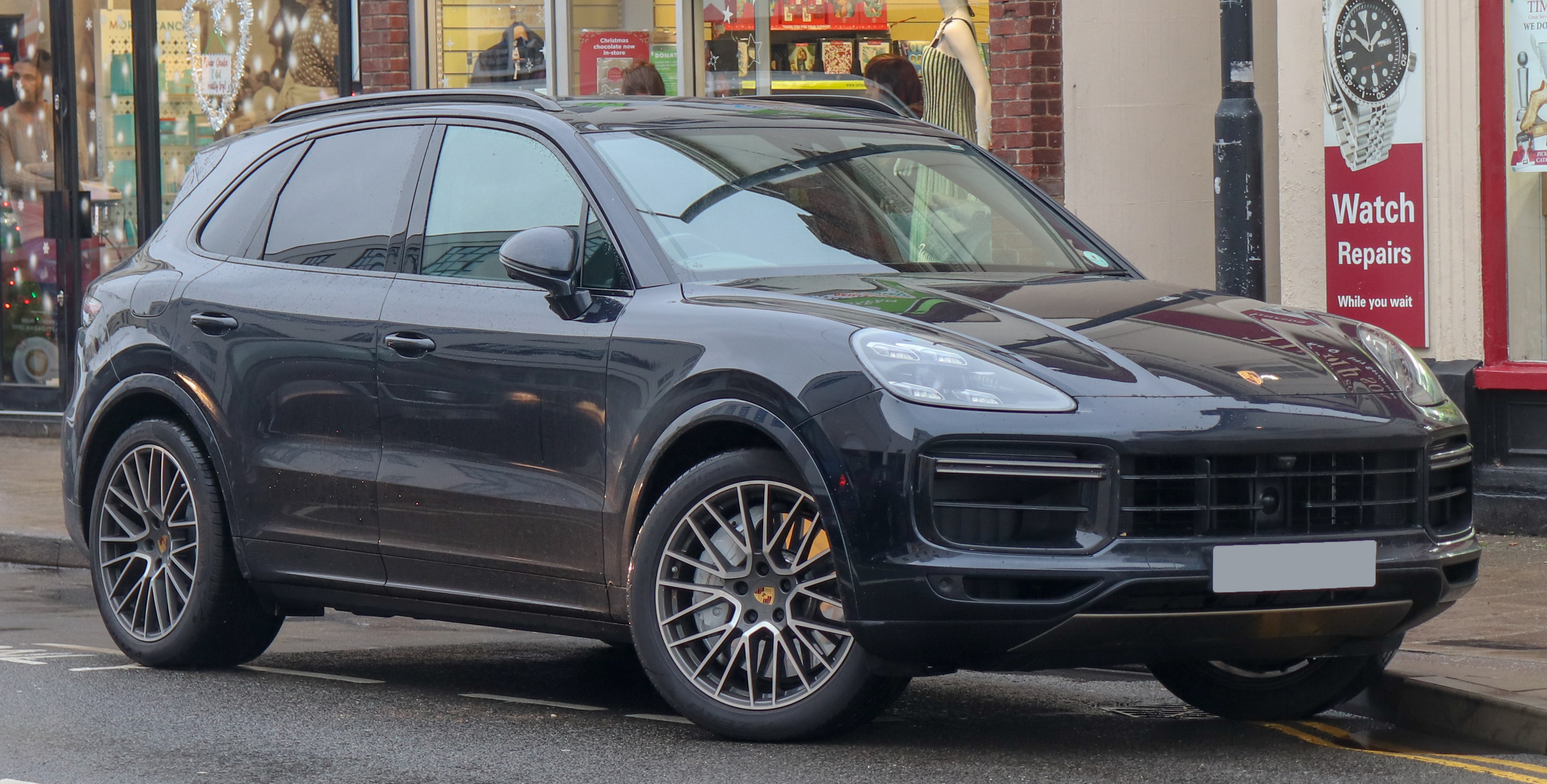
Porsche Cayenne, derde generatie

De Porsche Cayenne is een SUV (Sports utility vehicle) van de fabrikant Porsche die in 2003 op de markt kwam. Het is een hoge, grote auto met een robuust uiterlijk, en verschilt hierdoor van andere Porsches.
De Porsche Cayenne wordt voornamelijk in Amerika verkocht. Om ontwikkelingskosten en productiekosten te besparen ging Porsche een samenwerking aan met Volkswagen. Hierdoor vertonen de Volkswagen Touareg en de Audi Q7 veel gelijkenissen met de Porsche Cayenne.
Eind 2006 werd de Cayenne gefacelift en in januari 2008 rolde het 200.000ste exemplaar van de productieband.
In 2010 kwam de tweede generatie Cayenne (interne benaming 92A) op de markt. Deze is iets groter dan zijn voorganger en tegelijkertijd zo'n 250kg lichter door het gebruik van aluminium en magnesium om gewicht te besparen. Ook nieuw in de tweede generatie was de introductie van de Cayenne S Hybrid, waarbij de klassieke verbrandingsmotor werd bijgestaan door een elektromotor. De accu's bevinden zich onder de koffervloer, waar normaal het reservewiel zich zou bevinden. Deze uitvoering werd in 2014 opgevolgd door de Cayenne S E-Hybrid, die ook op het elektriciteitsnet kan worden aangesloten om de accu's op te laden.
In 2018 werd de derde generatie Cayenne (interne benaming 9YA) geïntroduceerd. Dit is een volledig hertekende versie die gebruikmaakt van het Volkswagen MLB-platform, dat ook gebruikt wordt voor de Audi Q7 en de Volkswagen Touareg. Nieuw in de derde generatie is dat sinds 2019 alle Cayenne-modellen ook in een coupéversie beschikbaar zijn.

## Motoren
De Porsche Cayenne werd in 2003 officieel leverbaar en in 2010 werd de nieuwe Cayenne op de markt gebracht en heeft de volgende motoren:
- Cayenne: 3,2 V6, 250 pk, 310 Nm. Gewicht: 2160 kg.
  - handgeschakelde zesbak 0-100 in 9,1 s, top 214 km/u.
  - automaat zesbak 0-100 in 9,7 s, top 212 km/u.

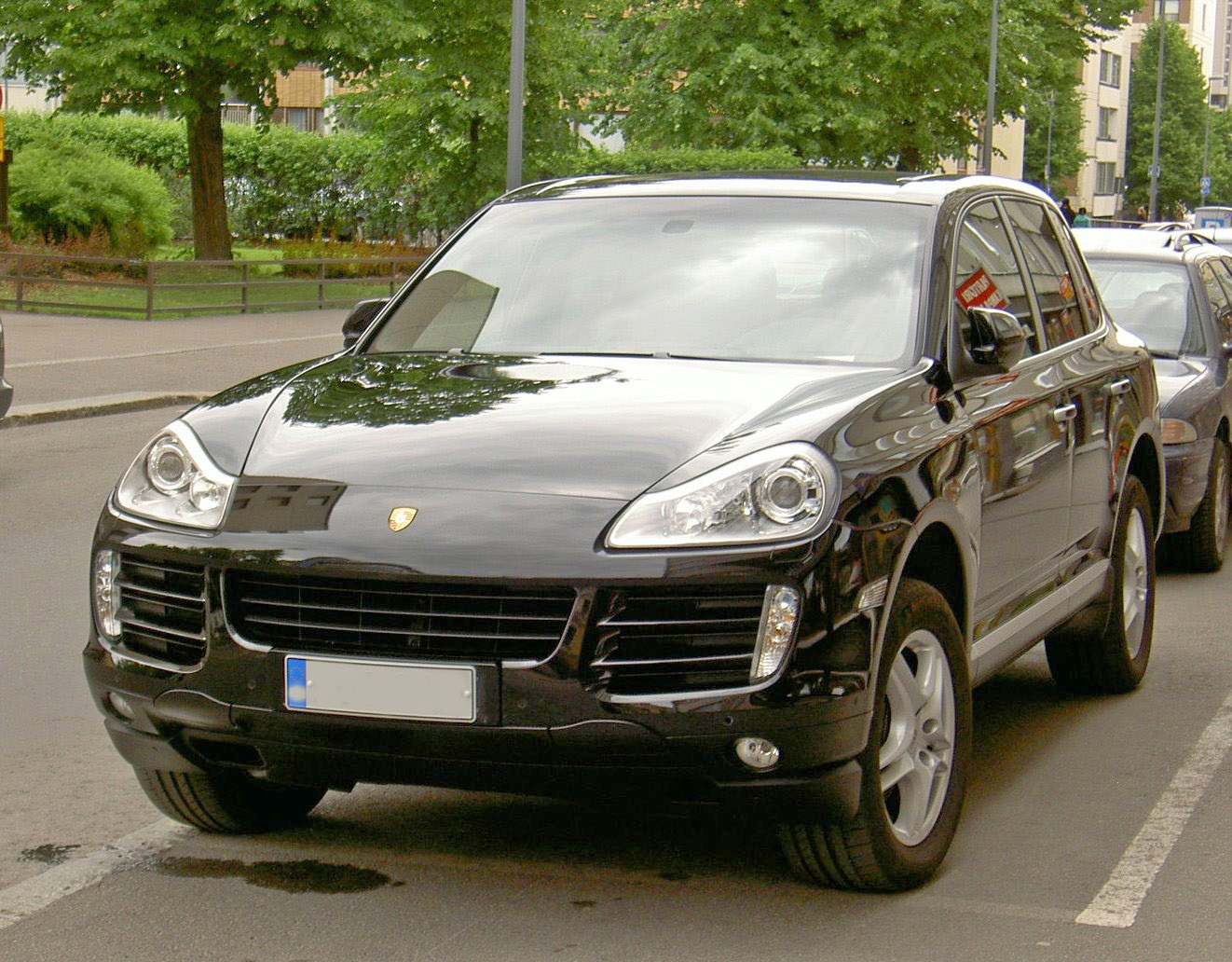

- Cayenne S: 4,5 V8, 340 pk, 420 Nm. Gewicht: 2225 kg.
  - handgeschakelde zesbak 0-100 in 6,8 s, top 242 km/u.
  - automaat zesbak 0-100 in 7,2 s, top 242 km/u.
- Cayenne Turbo: 4,5 V8 BiTurbo, 450 pk, 620 Nm. Gewicht: 2355 kg.
  - automaat zesbak 0-100 in 5,6 s, top 266 km/u.
- Cayenne Turbo S: 4,5 V8 BiTurbo, 521 pk, 720 Nm. Gewicht: 2355 kg.
  - automaat zesbak 0-100 5,2 s, top 270 km/u.

De motoren na de facelift in 2007 bevatten:
- Cayenne: 3,6 V6, 290 pk, 385 Nm. Gewicht: 2160 kg.
  - handgeschakelde zesbak 0-100 in 8,1 s, top 227 km/u.
  - automaat zesbak 0-100 in 8,5 s, top 227 km/u
- Cayenne S: 4,8 V8, 385 pk, 500 Nm. Gewicht: 2225 kg.
  - handgeschakelde zesbak 0-100 in 6,6 s, top 252 km/u.
  - automaat 6-bak 0-100 in 6,8 s, top 250 km/u.
- Cayenne S Transsyberia: 4,8 V8, 405 pk, 500Nm. Gewicht: 2225 kg.
  - automaat zesbak 0-100 in 6,8 s, top 172 km/u (offroad-banden) of 252 km/u (onroad-banden)

- Cayenne GTS: 4,8 V8, 405 pk, 500 Nm. Gewicht: 2225 kg.
  - handgeschakelde zesbak 0-100 in 6,1 s, top 253 km/u.
  - automaat zesbak 0-100 in 6,8 s, top 250 km/u.
- Cayenne Turbo: 4,8 V8 BiTurbo, 500 pk, 700 Nm. Gewicht: 2355 kg.
  - automaat zesbak 0-100 in 5,1 s, top 275 km/u.
- Cayenne Turbo met motortuning: 4,8 V8 BiTurbo, 540 pk, 700 Nm. Gewicht: 2355 kg.
  - automaat zesbak 0-100 in 4,9 s, top 279 km/u.
- Cayenne Turbo S: 4,8 V8 BiTurbo, 550 pk, 750 Nm. Gewicht: 2355 kg.
  - automaat achtbak 0-100 in 4,8 s, top 280 km/u.

Vanaf februari 2009 is er ook een Cayenne Diesel op de markt gekomen, de motor is geleend van Audi en een beetje opgevoerd.
- Cayenne Diesel: 3,0 V6 TDI, 245 pk, 550 Nm. Gewicht: 2240 kg.
  - automaat zesbak 0-100 in 7,4 s, top 220 km/u

- Gemeinsame Normdatei: 4714637-0
- Library of Congress Control Number: sh2004005196
- Nationale Bibliotheek van Israël: 987007551834905171